# Калиновка (Тукаевский район)
Калиновка — деревня в Тукаевском районе Татарстана. Входит в состав Новотроицкого сельского поселения.

## География
Находится в северо-восточной части Татарстана на расстоянии приблизительно 8 км на юго-восток от южной границы районного центра города Набережные Челны у речки Челна.

## История
Известна с 1656 года как Калинов Починок. В 18 - 1-й половине 19 вв. жители относились к категории государственных крестьян. Занимались земледелием, разведением скота. В начале 20 в. здесь функционировали 2 мельницы.

## Население
Постоянных жителей было: в 1870—556, в 1897—791, в 1920—995, в 1926—578, в 1938—511, в 1949—217, в 1958—109, в 1970 — 67, в 1979 — 47, в 1989 — 28, 40 в 2002 году (русские 95 %), 60 в 2010.